# Antime

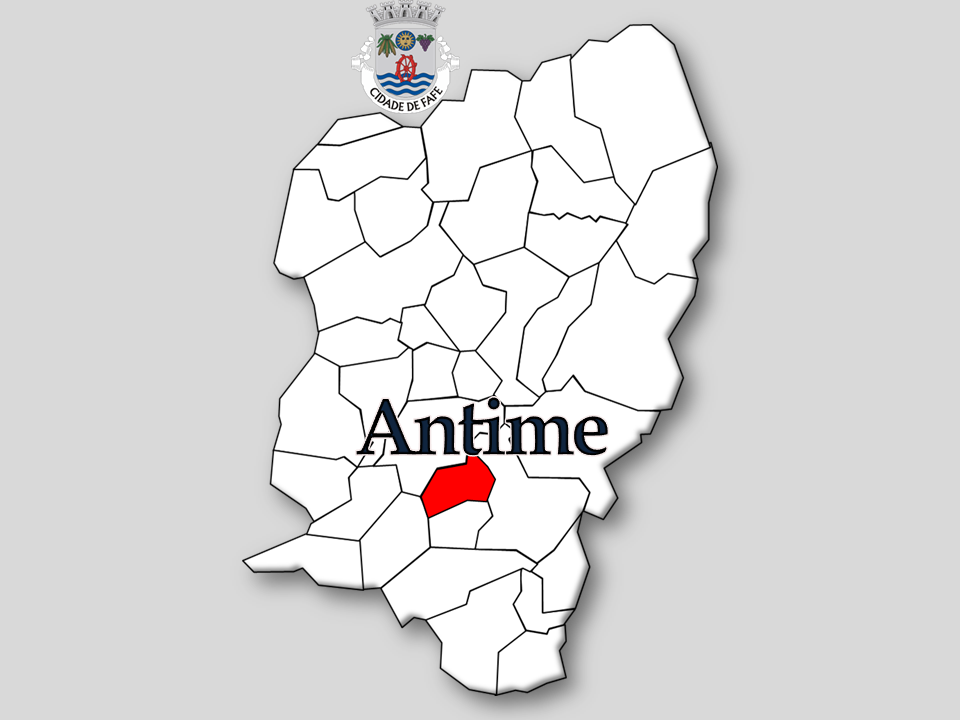
Localização da Freguesia de Antime no Município de Fafe

Antime é uma localidade portuguesa do Município de Fafe que foi sede da extinta Freguesia de Antime, freguesia que tinha 3,12 km² de área e 1 476 habitantes (2011), e, por isso, uma densidade populacional de 473,1 hab/km².
A Freguesia de Antime foi extinta em 2013, no âmbito de uma reforma administrativa nacional, para, em conjunto com a Freguesia de São Clemente de Silvares, formar uma nova freguesia denominada União de Freguesias de Antime e Silvares (São Clemente) com sede no Bairro de Antime.
A sua padroeira, também padroeira de todo o Município de Fafe, é a Senhora da Misericórdia. A sua festa religiosa celebra-se no 2.º domingo de Julho. É uma romaria carregada de fé e emoção, digna da visita dos milhares de fiéis que acorrem a Antime todos os anos.

## População
| População da freguesia de Antime (1864 – 2011) | População da freguesia de Antime (1864 – 2011) | População da freguesia de Antime (1864 – 2011) | População da freguesia de Antime (1864 – 2011) | População da freguesia de Antime (1864 – 2011) | População da freguesia de Antime (1864 – 2011) | População da freguesia de Antime (1864 – 2011) | População da freguesia de Antime (1864 – 2011) | População da freguesia de Antime (1864 – 2011) | População da freguesia de Antime (1864 – 2011) | População da freguesia de Antime (1864 – 2011) | População da freguesia de Antime (1864 – 2011) | População da freguesia de Antime (1864 – 2011) | População da freguesia de Antime (1864 – 2011) | População da freguesia de Antime (1864 – 2011) |
| ---------------------------------------------- | ---------------------------------------------- | ---------------------------------------------- | ---------------------------------------------- | ---------------------------------------------- | ---------------------------------------------- | ---------------------------------------------- | ---------------------------------------------- | ---------------------------------------------- | ---------------------------------------------- | ---------------------------------------------- | ---------------------------------------------- | ---------------------------------------------- | ---------------------------------------------- | ---------------------------------------------- |
| 1864                                           | 1878                                           | 1890                                           | 1900                                           | 1911                                           | 1920                                           | 1930                                           | 1940                                           | 1950                                           | 1960                                           | 1970                                           | 1981                                           | 1991                                           | 2001                                           | 2011                                           |
| 519                                            | 553                                            | 584                                            | 627                                            | 749                                            | 734                                            | 900                                            | 1 143                                          | 1 374                                          | 1 409                                          | 1 509                                          | 1 508                                          | 1 466                                          | 1 589                                          | 1 476                                          |